# 北斯托寧頓 (康乃狄克州)
北斯托寧頓（英語：North Stonington）是一個位於美國康乃狄克州新倫敦縣的城鎮。

## 地理
北斯托寧頓的座標為41°28′00″N 71°52′00″W / 41.46667°N 71.86667°W，而該地的平均海拔高度為117米（即384英尺）。

## 人口
根據2010年美國人口普查的數據，北斯托寧頓的面積為142.40平方千米，當中陸地面積為140.70平方千米，而水域面積為1.70平方千米。當地共有人口5297人，而人口密度為每平方千米37.2人。